# Phare de l'Île Cani
Le phare de l'Île Cani est un phare situé sur l'île de la Grande Cani, en approche de Bizerte (dépendant du gouvernorat de Bizerte en Tunisie).
Les phares de Tunisie sont sous l'autorité du Service des phares et balises de la République tunisienne (SPHB).

## Description
Le phare est érigé sur le point le plus haut de l'île de la Grande Cani, à douze kilomètres au large du cap Zebib. C'est le deuxième plus vieux phare de la Tunisie : il est construit en 1860 par les Britanniques, avec la permission du bey de Tunis, Sadok Bey, après que le HMS Spartan se soit échoué sur l'île, le 5 juillet 1856, avec 726 soldats britanniques à bord. 
C'est une tour cylindrique, avec galerie et lanterne, de 17 mètres de haut, au centre d'un complexe de bâtiments d'un seul étage. Le phare est peint en blanc avec trois bandes horizontales noires ; la lanterne est également noire. Le phare émet deux éclats blancs ou rouges, selon les secteurs directionnels, toutes les dix secondes. Sa hauteur focale est de 39 mètres au-dessus du niveau de la mer et sa portée maximale est de 43 kilomètres.
C'est une île déserte seulement accessible par bateau.
Identifiant : ARLHS : TUN004 - Amirauté : E6426 - NGA : 22080.
|            |
| Îles Cani. |

|                |
| Carte postale. |

### Lien connexe
- Liste des principaux phares de Tunisie
- Liste des phares et balises de Tunisie